# 林倩綺
林倩綺（1968年10月17日—），中國國民黨籍政治人物，台灣原住民族阿美族人。曾任新北市政府文化局長、原住民族行政局長，以及高雄縣政府文化局長。2024年，當選中華民國第11屆立法委員。

## 立法委員
2023年11月，獲中國國民黨提名列入2024年中華民國立法委員選舉不分區立法委員第六名，於安全名單內。
2024年2月1日，就任中華民國第11屆立法委員。6月，於嘉義、高雄成立服務處。
2024年4月，與傅崐萁及其他16名中國國民黨籍立法委員赴中國大陸參訪，並會見中國共產黨中央政治局常委、政協主席王滬寧和國台辦主任宋濤等人。

## 政策及立場

### 國會立法
- 私立學校退場：於2024年6月提出「私立高級中等以上學校退場條例第二十四條條文修正草案」，要求欲接管退場學校之團體與個人，必須公開相關資訊。[註 1][10]
- 文化基本法、文化資產保存法、文化創意產業發展法、文化藝術獎助及促進條例[11][12]